# Ricky Subagja
Ricky Subagja (Bandungue, 27 de janeiro de 1971) é um jogador de badminton indonésio, campeão olímpico, especialista em duplas.

## Carreira
Ricky Subagja representou seu país nos Jogos Olímpicos de Verão de 1992 a 2000, conquistando a medalha de ouro, nas duplas em 1996, com a parceria de Rexy Mainaky.